# Taide (etera)
Taide o Thais, detta anche in italiano, più raramente, Taisia (in greco antico: Θαΐς?; Atene, IV secolo a.C. – ...) è stata una delle etere preferite di Alessandro Magno, famosa per averlo istigato ad incendiare Persepoli.

## Biografia
Diodoro Siculo, così come Plutarco, afferma che dopo la presa di Persepoli Taide, volendo vendicare l'incendio che Serse aveva appiccato al tempio di Atena sull'acropoli di Atene durante la seconda guerra persiana (tempio che fu ricostruito pochi decenni dopo da Pericle col nome di Partenone), pronunciò un discorso col quale riuscì a convincere Alessandro ad incendiare il palazzo di Serse.
Clitarco afferma che Taide stessa avrebbe appiccato il fuoco, mentre Arriano, al contrario, attribuisce ad Alessandro sia l'idea dell'incendio sia la sua realizzazione.
Secondo il Dictionary of Greek and Roman Biography and Mythology, dato che probabilmente Plutarco e Diodoro si basano su Clitarco, uno storico molto poco affidabile, il coinvolgimento di Taide nell'incendio di Persepoli è quasi certamente un semplice aneddoto.
Secondo Ateneo di Naucrati, una volta morto Alessandro, Taide divenne la moglie, o forse la favorita, di Tolomeo Sotere, dal quale ebbe tre figli (Leontisco, Lago e Irene) o, secondo altri storici, solo due (Leontisco e Irene).
Vi sono poi alcuni autori invece che escludono del tutto i rapporti tra Taide e Tolomeo.

## Nella letteratura
Il nome Taide (Thais) era spesso attribuito dai commediografi greco-latini alle cortigiane protagoniste delle loro opere; tuttavia non vi è alcuna relazione fra l'etera ateniese e Taide, l'omonimo personaggio della commedia Eunuchus di Terenzio, incontrata anche da Dante nell'Inferno.